# 北畠材親
北畠 材親（きたばたけ きちか）は、伊勢国の守護大名・公家。伊勢国司北畠家の第6代当主でもある。

## 生涯
応仁2年（1468年）第5代当主・北畠政具（のち政郷、政勝に改名）の長男として生まれる。はじめ具方（ともかた）を名乗るが、のちに第10代将軍足利義材（のちの義稙）から偏諱を受けて材親と改める。
若い頃から父と共に二元政治を行い、また父と共に伊勢北部の神戸氏や長野氏らの領土に侵攻して勢力を拡大した。伊勢南部においても、宇治山田の神人層と対立して抗争し、勢威を拡大した。
永正5年（1508年）の父の死去により、家督を継いで当主となる（実際にはかなり前に譲られていたとの説もある）。この際、伊勢守護職に任じられた。
永正8年（1511年）病を理由に剃髪し、家督を嫡男の晴具に譲って飯高郡大石村に隠居した。
永正14年（1518年）12月13日に死去。享年50。

## 人物
儒学に通じた文化人である一方、仏教に深く帰依した信心厚い人物でもあったといわれている。

## 官歴
『諸家伝』による。
- 文明8年（1476年） 12月26日：叙爵
- 文明18年（1486年） 4月10日：右近衛少将（于時具方）
- 長享3年（1489年） 7月8日：従五位上（于時材親）
- 時期不詳：正五位下。従四位下。右近衛中将
- 明応4年（1495年） 正月5日：従四位上
- 文亀2年（1502年） 8月23日：参議、中将如元
- 永正2年（1505年） 10月4日：正四位下
- 永正3年（1506年） 3月28日：従三位。4月5日：権中納言
- 永正5年（1508年） 6月14日：服喪（母）。12月4日：服喪（父）
- 永正6年（1509年） 10月10日：正三位
- 永正7年（1510年） 9月16日：権大納言
- 永正8年（1511年） 3月2日：出家
- 永正14年（1517年） 12月13日：薨去